# Fidschi
Fidschi, offiziell Republik Fidschi (auf Fidschi: Viti bzw. Matanitu ko Viti; englisch Fiji bzw. Republic of Fiji), ist ein Inselstaat im Südpazifik nördlich von Neuseeland und östlich von Australien. Fidschi ist seit 1970 unabhängig vom Vereinigten Königreich und seitdem ein Mitglied des Commonwealth of Nations, zunächst als Monarchie mit Königin Elisabeth II. als Oberhaupt und seit 1987 eine Republik mit der Hauptstadt Suva auf der Insel Viti Levu. Seit der demokratischen Wahl am 17. September 2014 ist Fidschi eine parlamentarische Demokratie.
Fidschis jüngere Geschichte wurde durch den Konflikt zwischen der indigenen fidschianischen Mehrheit und der indischstämmigen Minderheit des Landes dominiert. Fidschi ist einer der bevölkerungsreichsten Inselarchipele des Pazifiks.

## Geographie

### Geologie
Fidschi ist eine isolierte Inselgruppe im Südwestpazifik und liegt etwa 2100 Kilometer nördlich von Auckland, Neuseeland. Die Küstenlänge beträgt insgesamt 1129 Kilometer. Der Archipel besteht aus 332 Inseln mit einer Gesamtfläche von 18.274 Quadratkilometern (etwas weniger als Sachsen), von denen 110 bewohnt sind. Außerhalb des Fidschi-Archipels gehört noch die Insel Rotuma im äußersten Norden sowie das Atoll Ceva-i-Ra im äußersten Südwesten zum Staatsgebiet Fidschis.
Die Hauptinseln Viti Levu (10.429 km²) und Vanua Levu (5556 km²) umfassen fast 90 % der Landesfläche und sind wie die meisten der Fidschiinseln vulkanischen Ursprungs, die kleineren entstanden aus Korallenriffen. Auf den beiden großen Inseln liegen zerklüftete Gebirgsketten, die sich über schmalen Küstenebenen und vorgelagerten Korallenriffen erheben. Der höchste Berg ist mit 1324 m der Tomanivi (vormals: Mount Victoria) auf Viti Levu. Neben Viti Levu und Vanua Levu sind noch Taveuni (470 km²), Kadavu (411 km²) sowie Gau und Koro (je 140 km²) von gewisser Größe.
Fidschi liegt am nordöstlichen Ende der Indisch-Australischen Platte, wo sie im Bereich des Fidschi-Beckens unter die Pazifische Platte absinkt. Fidschi ist Teil des Pazifischen Feuerrings.

### Klima

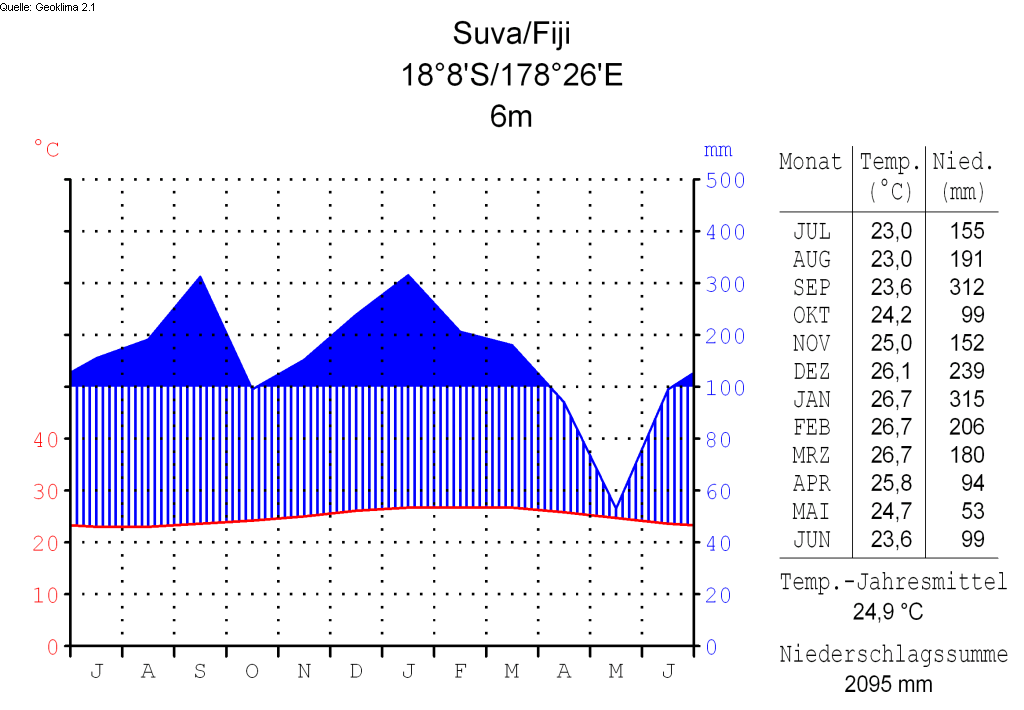
Klimadiagramm von Suva

Es herrscht tropisch-heißfeuchtes Klima mit Temperaturen von 16 bis 32 Grad Celsius (nach Köppen-Geiger-Klassifikation fast ausschließlich Af-Klima, in schmalen Küstenregionen im Westen auch Am-Klima). In der niederschlagsreicheren Sommerzeit von November bis April suchen tropische Wirbelstürme (Zyklone) den Südpazifik heim. Statistisch wird die Inselgruppe in 10 Jahren von 10 bis 12 Wirbelstürmen betroffen, wovon zwei bis drei schwere Schäden verursachen. In den Wintermonaten von Mai bis Oktober bringen beständige Südostwinde kühlere Luft. Diese trifft auf warme äquatoriale Luft (South Pacific Convergence Zone) und verursacht Wolkenbildung und Regenfälle. Diese durch Passatwinde verursachten Wetterlagen bringen speziell der bergigen, dicht bewaldeten Südostküste der Hauptinsel (Viti Levu) starke Regenfälle. Die westlichen Hänge mit lichtem Baumbestand und Grasland sind wesentlich trockener. Über zwei Drittel der Landesfläche von Fidschi sind bewaldet und nur ein geringer Anteil ist Weideland.

### Flora und Fauna
An den Küsten finden sich Mangroven, während im Inneren der größeren Inseln natürlicherweise entweder tropischer Regenwald (an den Luvseiten) oder aber Savannenformationen vorherrschen. Aufgrund seiner isolierten Lage beherbergt Fidschi eine eigenständige Pflanzen- und Tierwelt, die sich aus Arten zusammensetzt, die selbst oder deren Vorfahren die Weiten des Pazifischen Ozeans vor allem von Westen her überqueren konnten. Dies geschah entweder aus eigener Kraft (etwa Seevögel), passiv z. B. durch Drift mittels Treibgut oder möglicherweise auch im Zuge katastrophaler Ereignisse wie Tsunamis oder tropischer Wirbelstürme.

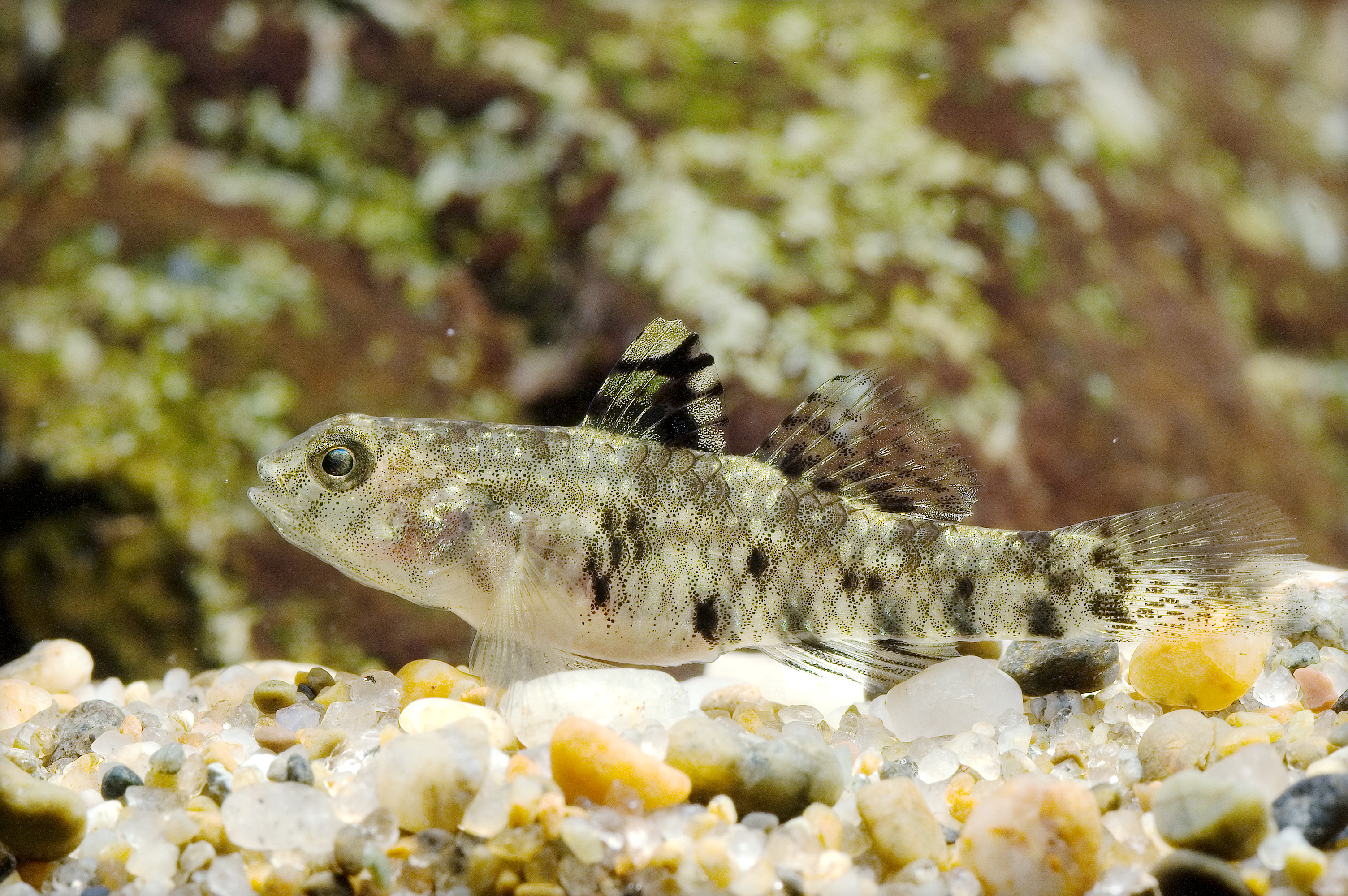
Redigobius bikolanus zählt zu den auf Fidschi heimischen Fischen.

Die Süßgewässer von Fidschi werden von insgesamt 53 Arten von Süß- und Brackwasserfischen bevölkert, dabei sind vor allem die Familien der Grundeln und der Schläfergrundeln, mit neun bzw. mit sechs Arten vertreten. Der Milchfisch, drei Arten der Flaggenschwänze, vier Arten von Meeräschen und drei Arten der Seenadelgattung Microphis leben küstennah im Brackwasser. Raubfische sind die drei Arten der Flussaale, die ins Süßwasser wandernde Muräne Gymnothorax polyuranodon und der Barramundi. Vom Menschen eingeführt wurden einige Karpfenfische, darunter der Karpfen, der Silberkarpfen und der Blaubandbärbling, Lebendgebärende Zahnkarpfen, wie Guppy, Schwertträger und Moskitofisch, sowie drei Buntbarscharten der Gattung Oreochromis.
Es gibt auf den Inseln zwei hier endemische Froscharten: Platymantis vitianus (engl. Name: „Fiji Ground Frog“) und Platymantis vitiensis (engl. Name: „Fiji Tree Frog“). Abgesehen von der vom Menschen eingeführten Aga-Kröte sind dies die einzigen Amphibien Fidschis. Beide weisen eine direkte Entwicklung auf – aus ihren an Land abgelegten Eiern schlüpfen also fertig entwickelte Jungfrösche, keine Kaulquappen. Platymantis vitiensis gehört außerdem zu den wenigen Froschlurcharten weltweit, bei denen nicht nur die Männchen, sondern auch die Weibchen zu Lautäußerungen fähig sind. Insbesondere der bodenbewohnende Frosch Platymantis vitianus, der ehemals auf vielen Inseln Fidschis heimisch war, ist inzwischen stark gefährdet. Hauptgrund ist die Einführung von Mangusten – hier wohl des Kleinen Mungos – zum Zweck der Rattenbekämpfung. Heute kommt diese Froschart daher fast nur noch auf Inseln ohne Mungos vor (Ovalau, Taveuni, Gau, Viwa sowie eine Einzelpopulation auf Vanua Levu).
Erst im Jahr 1979 wurde eines der größten Reptilien der Inselgruppe entdeckt und zwei Jahre später wissenschaftlich beschrieben, der Fidschi-Kammleguan (Brachylophus vitiensis). Diese grüne Echse mit weißen „Zebrastreifen“, gelben Nasenlöchern und einem Rückenkamm aus Hornspitzen wird bis zu einem Meter lang. Sie ist allerdings akut vom Aussterben bedroht und kommt nur noch in wenigen Tausend Exemplaren auf einzelnen westlichen Nebeninseln wie Yadua Taba, Monuriki und Macuata vor, nachdem ihre Lebensräume andernorts durch Feuer, Stürme, Habitatumwandlung für Landwirtschaft, verwilderte Ziegen sowie Fraßdruck durch ausgesetzte Raubtiere (Mungos, Katzen) zerstört wurden. Insgesamt besteht die Reptilienfauna der Inselgruppe aus 36 Arten.

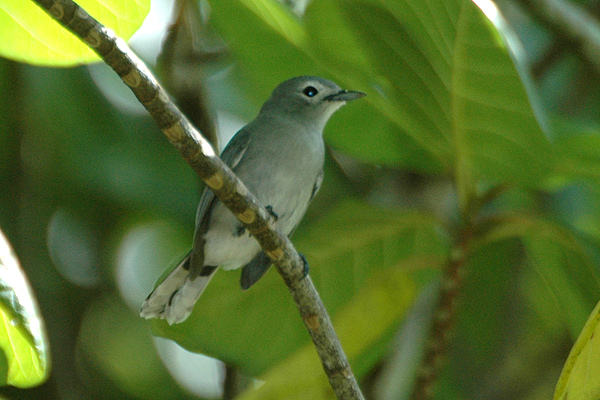
Schwarzschwanz-Mayrornis (Mayrornis lessoni; Familie Monarchen)

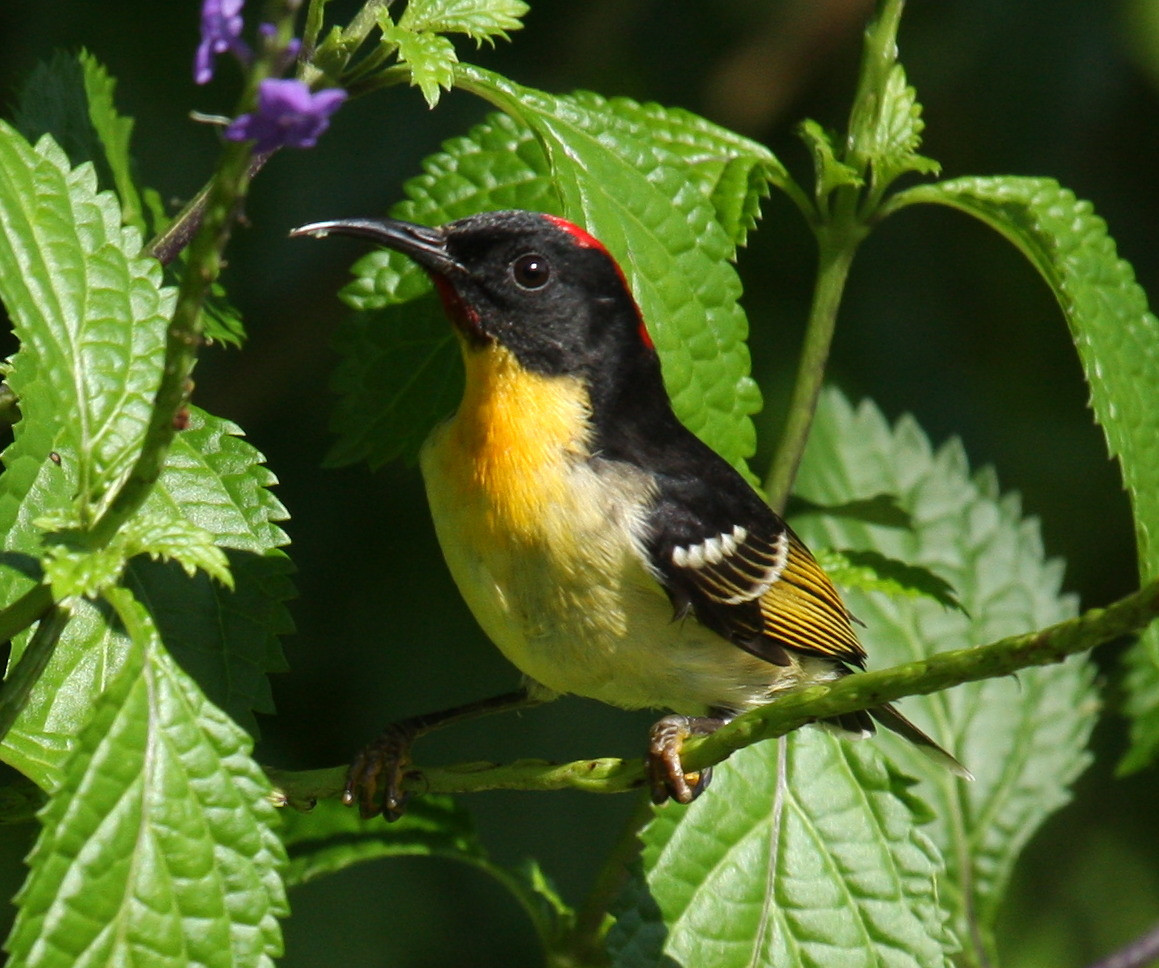
Orangebrust-Honigfresser (Myzomela jugularis) – ein nur auf den Fidschis vorkommender Vogel

Zur Vogelwelt Fidschis werden rund 150 Arten gezählt, darunter befinden sich 23 endemische. Zu diesen Endemiten gehören unter anderem der Fidschihabicht (Accipiter rufitorques), Orange-, Goldfrucht- und Smaragdtaube (Ptilinopus victor, P. luteovirens, P. layardi) sowie die Braunschwanz-Fruchttaube (Ducula latrans), fünf oder sechs Papageienarten der Familie Psittacidae, darunter das Rothöschen (Charmosyna amabilis), drei Honigfresser (Meliphagidae), der Kandavufächerschwanz (Rhipidura personata), vier Arten von Monarchen (Monarchidae), der Langbein-Buschsänger (Megalurulus rufus) und der Laubhuscher (Cettia ruficapilla) sowie der Layardbrillenvogel (Zosterops explorator) und die Schwarzstirn-Papageiamadine (Erythrura kleinschmidti). Als kurz vor dem Aussterben stehende endemische Vogelart der Fidschis ist außerdem der Macgillivraysturmvogel zu erwähnen.
Säugetiere sind ohne menschliche Hilfe nur wenige auf den abgelegenen Archipel gelangt. Es handelt sich bezeichnenderweise namentlich um die flugfähigen Fledertiere, von denen mehrere Arten in Fidschi heimisch sind, darunter auch der endemische Affengesicht-Flughund (Pteralopex acrodonta) auf Taveuni.
Zum Schutz der marinen Flora und Fauna wurde das Vuata Ono Marine Protected Area eingerichtet.

### Städte
Im Jahr 2023 lebten 59 Prozent der Einwohner Fidschis in Städten. Die größten Städte sind (Stand 17. September 2017):
- Suva (93.870 Einwohner)
- Nasinu (92.043 Einwohner)
- Lautoka (71.573 Einwohner)
- Nadi (71.048 Einwohner)
- Nausori (57.882 Einwohner)

Zusammen mit Nausori und Nasinu bildet Suva die Agglomeration Suva-Nausori-Korridor. In Fidschi werden zwei Kategorien von Städten unterschieden, die 12 incorporated cities/towns, die sich aus Stadtgebiet und Umland zusammensetzen und über eine eigene Stadtverwaltung verfügen, sowie die sieben unincorporated towns ohne eigene Stadtverwaltung.

## Bevölkerung

### Demografie

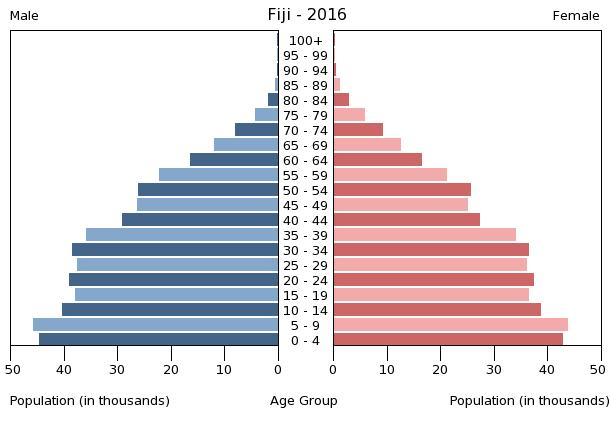
Bevölkerungspyramide der Republik Fidschi 2016

Fidschi hatte 2022 930.000 Einwohner. Das jährliche Bevölkerungswachstum betrug + 0,6 %. Zum Bevölkerungswachstum trug ein Geburtenüberschuss (Geburtenziffer: 19,1 pro 1000 Einwohner vs. Sterbeziffer: 8,2 pro 1000 Einwohner) bei. Die Anzahl der Geburten pro Frau lag 2022 statistisch bei 2,5, die der Region Ostasien und Ozeanien betrug 1,5. Der Median des Alters der Bevölkerung lag im Jahr 2021 bei 26,8 Jahren. Im Jahr 2023 waren 28,3 Prozent der Bevölkerung unter 15 Jahre, während der Anteil der über 64-Jährigen 6,1 Prozent der Bevölkerung betrug.
Bevölkerungsentwicklung
Quelle: Fiji Bureau of Statistics – Key Statistics: 1.2A Census population of Fiji by ethnicity.

### Bevölkerungsstruktur
Die Bevölkerung des Landes besteht zu 57,3 % aus Angehörigen der ursprünglichen fidschianischen Bevölkerung (iTaukei – vorherrschend Melanesier mit polynesischem Einschlag) und zu etwa 37,6 % (schwankend) aus Indern. 1,2 % der Bevölkerung sind Rotumanen. Daneben gibt es Minderheiten von anderen Inselbewohnern des Pazifiks, Europäern und Chinesen. Seit 1987 haben viele Inder Fidschi verlassen.

### Sprachen
Die Amtssprachen sind Fidschianisch (Bauanisch, der Dialekt der Insel Bau), das zu den austronesischen malayo-polynesischen Sprachen zählt, Fidschi-Hindi und Englisch. Fiji-Englisch ist ein Basilekt der Unterprivilegierten. Die indischstämmige Bevölkerung spricht Fidschi-Hindi (auch „Fiji Talk“, neben Hindi und Urdu eine Variante des Hindustani). Daneben werden auch Lauanisch und Rotumanisch gesprochen.

### Religion
Im Jahr 2007 bezeichneten sich 55,4 % der Einwohner als evangelische Christen, davon sind 34,6 % Methodisten, 5,7 % Anhänger der Assembly of God, 3,9 % Sieben-Tags-Adventisten und 0,8 % Anglikaner. Kleinere evangelische Kirchen wie zum Beispiel die Baptisten in Fidschi machten insgesamt 10,4 % der Bevölkerung aus. 9,1 % sind römisch-katholisch. 27,9 % der Gesamtbevölkerung sind Hindus, 6,3 % sind Muslime und 0,3 % sind Sikhs. Den traditionellen melanesischen und polynesischen Religionen gehören infolge der christlichen Missionierung weniger als 0,3 % der Bevölkerung an, 0,7 % der Bevölkerung gaben keine Religion an.

### Bildung
Ursprünglich war das Schulsystem am britischen System orientiert. Jetzt erfolgt die Schulbildung meist durch lokale Komitees. Zunehmend wird nach Volksgruppen getrennt unterrichtet. Seit 2002 sind Schläge mit der Gerte verboten. Schulpflicht besteht für die Dauer von acht Jahren.
In der Hauptstadt Suva befindet sich die 1968 gegründete University of the South Pacific, in welche außer Fidschi die Pazifikstaaten der Cookinseln, Salomonen, Kiribati, Marshallinseln, Nauru, Niue, Samoa, Tokelau, Tonga, Tuvalu und Vanuatu eine gewisse Anzahl an Studenten entsenden dürfen. Die Anzahl der Studenten beträgt 8600. 
Die 2004 gegründete private University of Fiji befindet sich in der Aufbauphase. 2008 wurden die ersten Absolventen entlassen. Je ein Campus befindet sich in Lautoka und Suva. Vizekanzler ist (2019) der bekannte Schriftsteller Subramani.
1965 wurde das ökumenische Pacific Theological College mit Sitz in Suva gegründet, das seit 1966 theologische Studiengänge auf Bachelor-, Master- und Doktoratsniveau anbietet.

### Gesundheit
Die Gesundheitsausgaben des Landes betrugen im Jahr 2021 5,4 % des Bruttoinlandsprodukts. Die Sterblichkeit bei unter 5-jährigen betrug 2022 28,2 pro 1000 Lebendgeburten. Die Lebenserwartung der Einwohner Fidschis ab der Geburt lag 2022 bei 68,3 Jahren (Frauen: 70,2, Männer: 66,5).
Tropenkrankheiten kommen nicht vor; etwa 0,11 % sind HIV-positiv (UNAIDS.org 2005).

## Geschichte

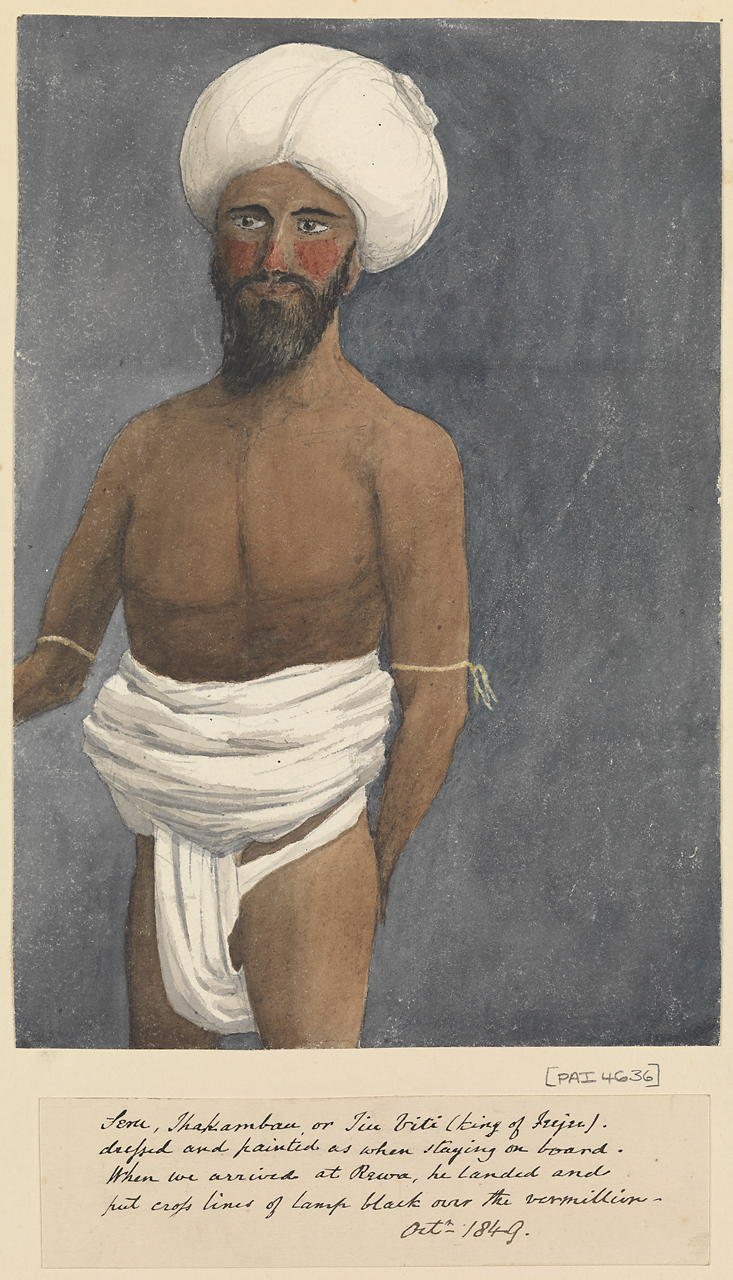
Seru Epenisa Cakobau, Zeichnung von Edward Fanshawe, 1849

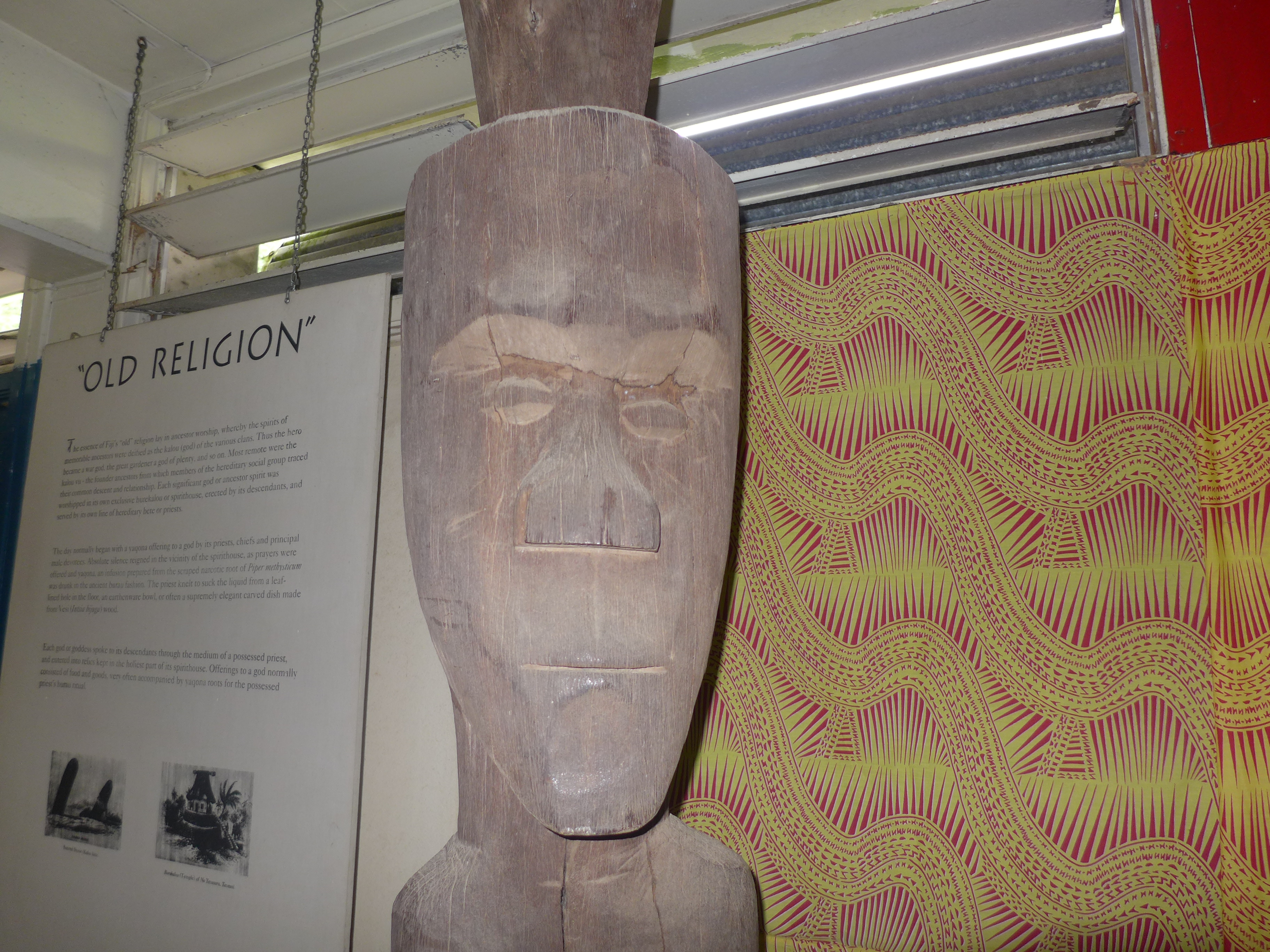
Religiöse Skulptur – Suva / Fiji Museum

### Frühe Geschichte
Der Archipel ist seit mehr als 3000 Jahren von Melanesiern bewohnt, die vermutlich von Südostasien aus einwanderten. Die Ureinwohner lebten von Ackerbau (Knollenanbau), Schweinehaltung und Fischfang unter urgesellschaftlichen Bedingungen. Sie nahmen durch Kontakte mit anderen Inselbevölkerungen viele Elemente polynesischer Kultur an. Im Zuge der Auflösung der frühgesellschaftlichen Strukturen bildeten sich gentilaristokratische Häuptlingsdynastien heraus.

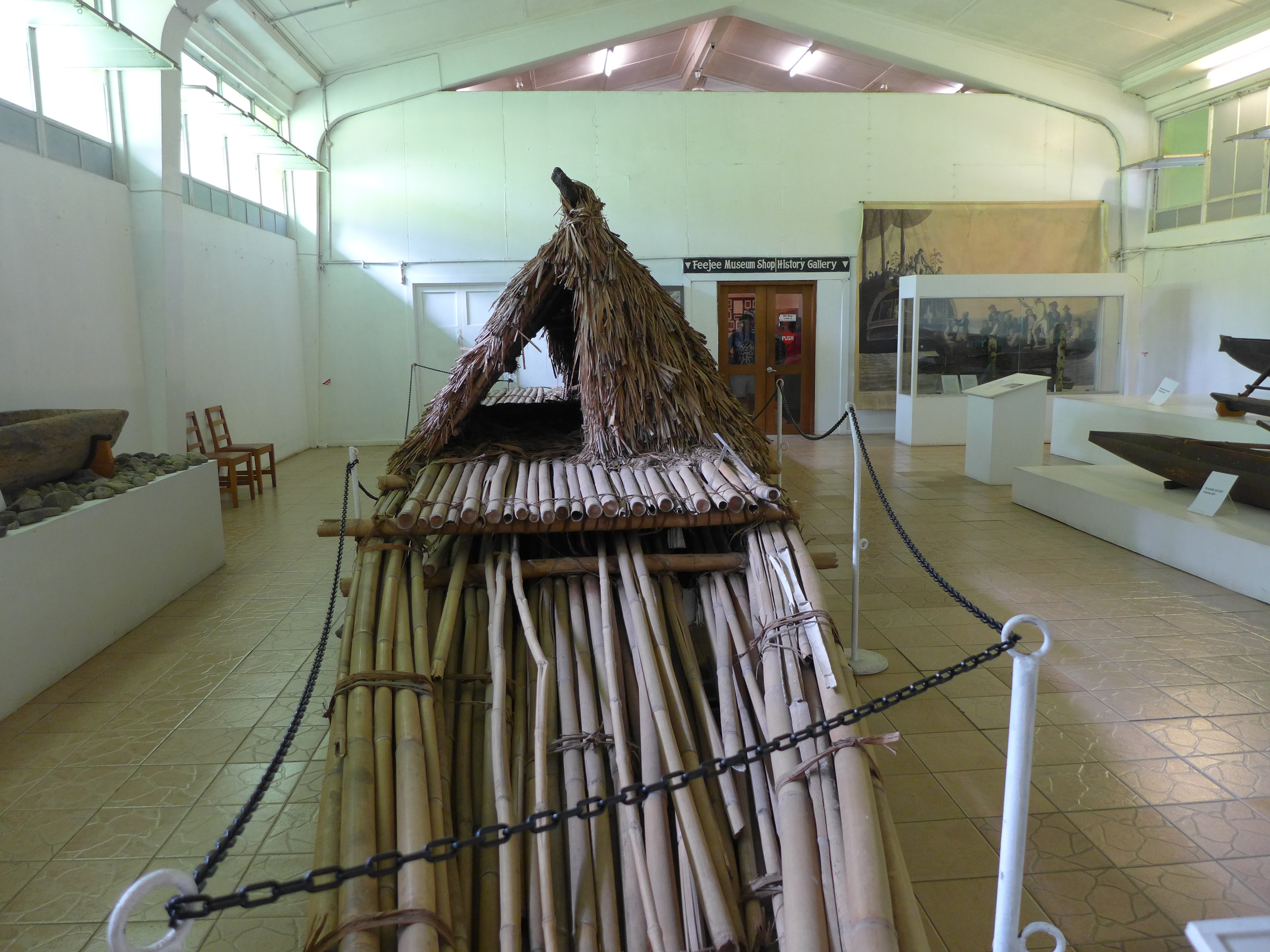
Nautische Abteilung im Fiji Museum (Suva)

### Kolonialzeit
Am 6. Februar 1643 wurde Fidschi von Abel Tasman gesichtet, 1774 von James Cook besucht und 1827 von Jules Dumont d’Urville erforscht. Nach gelegentlichen Besuchen von Sandelholzfällern zwischen 1801 und 1813 siedelten sich europäische Pflanzer an, die ab etwa 1860 Baumwolle anbauten. 1835 nahmen Vertreter britischer Missionsgesellschaften ihre Tätigkeit auf. 
1871 wurde eine Scheinverfassung nach britischem Muster erlassen mit Cakobau als König (Titel: Tui Viti) und einem Häuptlingsrat (Council of Chiefs), bis am 10. Oktober 1874 Fidschi zur Kronkolonie erklärt wurde. Australische und britische Firmen konzentrierten sich in der Folge auf den Zuckerrohranbau. Sie holten am 14. Mai 1879 die ersten indischen rekrutierten Arbeitskräfte – bis 1916 insgesamt 61.000 – ins Land, deren Nachkommen zwischen 1946 und 1997 die Bevölkerungsmehrheit bildeten. 1881 wurde die Insel Rotuma Island an die Kronkolonie angeschlossen.

### Zweiter Weltkrieg
Im Zweiten Weltkrieg war Fidschi eine bedeutende Versorgungsstation der Alliierten; es wurden zahlreiche Luftwaffen- und Marinestützpunkte errichtet.

### Der Weg in die Unabhängigkeit
1960 kam es zu einem landesweiten Streik der Zuckerrohrpflanzer.
1966 errang Fidschi innere Autonomie, am 10. Oktober 1970 seine vollständige Unabhängigkeit im Rahmen des Commonwealth of Nations und wurde Mitglied der Vereinten Nationen. Staatsoberhaupt war die britische Königin, Elisabeth II., erster Premierminister des Landes wurde Ratu Sir Kamisese Mara.

### Neueste Zeit
1987 gewannen indische Parteien die Wahlen. Durch zwei aufeinanderfolgende Militärputsche unter der Führung von Sitiveni Rabuka am 14. Mai und 25. September des gleichen Jahres wurde jedoch die Vorherrschaft der Melanesier wiederhergestellt und zugleich die bisherige konstitutionelle Monarchie in eine Republik umgewandelt, worauf das Commonwealth im Oktober das Land aus seinen Reihen ausschloss. Die republikanische Verfassung von 1990 verfestigte den undemokratischen Zustand, indem sie die Hegemonie der Melanesier in Verfassungsrang erhob. Die politischen Unruhen (Streiks, politische Wirren), Missernten und sinkenden Weltmarktpreise für Zucker führten zu einem Niedergang der Wirtschaft und einem bis heute anhaltenden Massenexodus der von den Melanesiern politisch unterdrückten, aber ökonomisch dominierenden indischstämmigen Bevölkerung des Landes. 1994 wurde Ratu Sir Kamisese Mara Staatspräsident und berief im Folgejahr eine Kommission zur Überarbeitung der Verfassung ein. Als Ergebnis wurde eine neue Verfassung entworfen, die die Gleichberechtigung aller Bevölkerungsgruppen wiederherstellte und im Juli 1997 in Kraft trat. Noch im selben Jahr wurde Fidschi wieder in das Commonwealth aufgenommen.
Im Mai 1999 wurde Mahendra Chaudhry, der Vorsitzende der Fiji Labour Party (FLP), nach dem Wahlsieg seiner Partei neuer Premierminister des Landes. Als wichtigstes innenpolitisches Ziel formulierte der erste indischstämmige Regierungschef die Beendigung der Spannungen zwischen den einzelnen Volksgruppen. Chaudry und das gesamte Kabinett wurden am 19. Mai 2000 von Putschisten unter Führung des Geschäftsmannes George Speight und mit der Unterstützung konservativer Kräfte als Geiseln genommen. Frank Bainimarama, Chef der Streitkräfte, erklärte nach dem Staatsstreich Präsident Ratu Sir Kamisese Mara für abgesetzt und sich selbst zum neuen Herrscher des Inselstaates. Das Einschreiten des Militärs beendete zwar den Putsch, bedeutete aber zugleich auch das vorläufige Ende der kurzen Phase politischer Entfaltung und Gleichberechtigung der Indo-Fidschianer.
Nach der Freilassung der Geiseln wählte der Große Rat der Stammeshäuptlinge am 13. Juli 2000 Ratu Josefa Iloilo zum neuen Oberhaupt des Staates. Dem Kabinett des neuen Regierungschefs Laisenia Qarase gehörte den Forderungen der Putschisten zufolge nur ein indischstämmiger Minister an. Am 10. September 2001 wurde Qarase nach dem Wahlsieg seiner wenige Monate zuvor gegründeten Vereinten Fidschi Partei (SDL) – sie vertritt die Interessen der eingeborenen Bevölkerung – von Staatspräsident Iloilo zum Premierminister ernannt. Qarase weigerte sich, gemäß der verfassungsmäßigen Sitte die größte Oppositionspartei – Chaudhrys multiethnische Labor Party – an der Kabinettszusammensetzung zu beteiligen. Die Regierungsbildung gestaltete sich problematisch und vertiefte die ethnischen Spannungen im Land. Für neue Aufregung sorgte im Frühsommer 2005 die Ankündigung des Regierungschefs, eine Amnestieregelung auf den Weg zu bringen, die den Putschisten des Jahres 2000, allen voran Anführer George Speight, die vorfristige Freiheit ermöglicht hätte. Ebenso sollte das Land in den Küstengebieten neu verteilt werden und im Zuge dessen Ur-Fidschianer die indische Minderheit in diesen Gebieten verdrängen. Nach starken Protesten gegen das Vorhaben sagte Qarase eine Überarbeitung des Gesetzentwurfes zu.
Im Mai 2006 wurde das Repräsentantenhaus gewählt. Am 5. Dezember 2006 (Fidschi-Zeit = GMT + 12) begann das Militär mit dem vierten Putsch innerhalb von nur 20 Jahren. Um die Hauptstadt Suva herum wurden Straßensperren errichtet und Premierminister Laisenia Qarase sowie einige Minister unter Hausarrest gestellt. Militärchef Frank Bainimarama erklärte die Regierung Qarase für abgesetzt. Als Gründe gab er fortdauernde Korruption innerhalb der Regierung Qarases trotz mehrfacher Warnungen sowie ein umstrittenes Amnestievorhaben für die Beteiligten des Putsches von 2000 an, die damals versucht hatten, ihn umzubringen. Zudem warf Bainimarama dem Premierminister vor, ethnische Spannungen zwischen den einheimischen Fidschianern (Melanesier) und den indischstämmigen Fidschianern, die immerhin mehr als 40 % der Bevölkerung ausmachen, zu schüren. Hierin seien „viel größere illegale Aktivitäten“ zu sehen als in dem durchaus ungesetzlichen Staatsstreich. Er sagte auch, Demokratie sei gut für das Volk, dürfe aber nicht dazu benutzt werden, Korruption zu verstecken. Die Bewertung dieses Coups als diktatorischer Putsch im klassischen Sinn ist auf der internationalen politischen Bühne umstritten. 

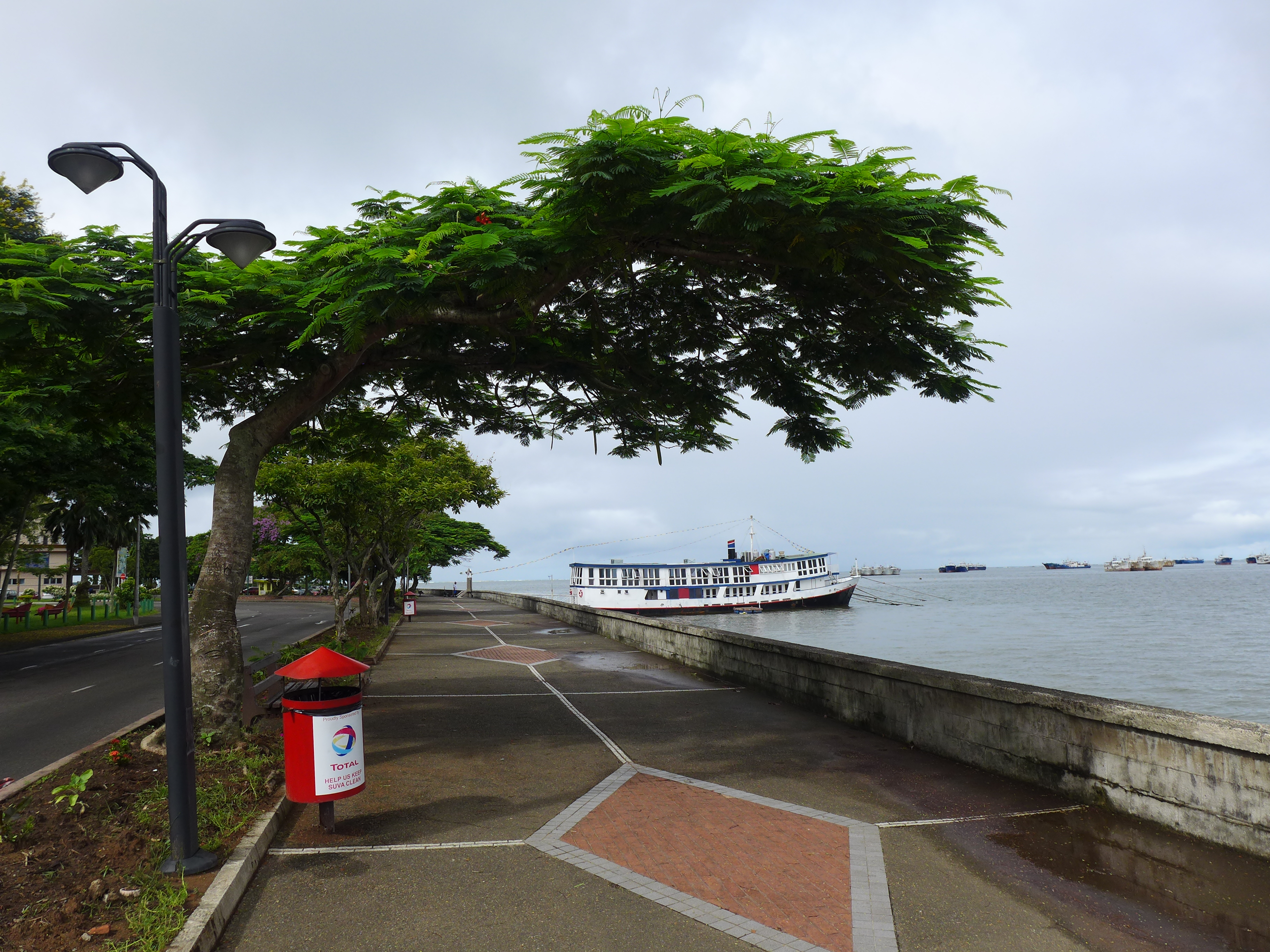
Suva – Promenade mit Blick auf Hafen

Am 4. Januar 2007 gab Bainimarama überraschend die Macht an Präsident Iloilo zurück. Auch der Übergangspremier Jona Senilagakali gab sein Amt auf. Iloilo billigte in einer Ansprache das Vorgehen des Militärs und kündigte die Einsetzung einer Übergangsregierung und Neuwahlen an. Als neuer Regierungschef wurde Bainimarama am 5. Januar 2007 vereidigt.
Im April 2009 erklärte ein Berufungsgericht die Militärregierung für illegal und forderte den Präsidenten auf, eine neue Regierung zu bilden. Daraufhin setzte Iloilo die Verfassung außer Kraft und entließ alle Richter. Er kündigte an, eine Übergangsregierung einzusetzen, die bis 2014 demokratische Wahlen vorbereiten soll. Entgegen den Vorgaben des Berufungsgerichts, weder Frank Bainimarama noch dessen Vorgänger Laisenia Qarase einzusetzen, wurde wiederum Bainimarama Regierungschef.
Am 2. Mai 2009 wurde Fidschi von der Mitarbeit im Pacific Islands Forum suspendiert, nachdem Bainimarama eine Frist zur Wiederherstellung demokratischer Verhältnisse in Fidschi unbeachtet verstreichen ließ. Fidschi bleibt jedoch ein Mitglied des Forums.
Am 1. September 2009 folgte die Suspendierung der Mitgliedschaft im Commonwealth of Nations, nachdem auch dessen Forderung, spätestens für Oktober 2010 demokratische Wahlen in Fidschi anzuberaumen, ungehört blieb. Bainimarama beharrt auf seinem Fahrplan, der erst für 2014 demokratische Wahlen vorsah. So viel Zeit sei notwendig, um die Korruption im Land erfolgreich zu bekämpfen und die Basis für eine gewählte demokratische Regierung zu bilden. Durch den Ausschluss verlor Fidschi die Berechtigung zur Teilnahme an Commonwealth-Treffen und -Sportveranstaltungen (so z. B. an den Commonwealth Games im Jahr 2010) und die Berechtigung zum Erhalt technischer Unterstützungen seitens des Commonwealth. Zusätzlich war Fidschi am Sitz des Commonwealth und bei Commonwealth-Veranstaltungen nicht länger mit seiner Nationalflagge oder sonstigen Symbole vertreten, blieb aber dennoch formal ein Mitglied der Organisation. Anfang 2011 änderte die Regierung den offiziellen Staatsnamen von Republic of the Fiji Islands zu Republic of Fiji. Bereits von der Abschaffung der Monarchie im Jahr 1987 bis zum Inkrafttreten der Verfassung von 1997 trug Fidschi diesen Namen.
Im Jahr 2013 trat eine neue Verfassung in Kraft, nach der alle Staatsbürger unabhängig von ihrer Herkunft gleichberechtigte Fidschianer sind. Die bis dahin bestehenden politischen Vorrechte der Urbevölkerung wurden abgeschafft.
2014 fanden Wahlen statt. Daraufhin wurde die Suspendierungen in den internationalen Organisationen aufgehoben. Während der Jahre der Militärherrschaft hatten Australien und Neuseeland auch ihre Entwicklungshilfe eingestellt. China sprang mit Darlehen in die Bresche. Anfang 2018 schätzte der ehemalige Premierminister Sitiveni Rabuka, dass es schwierig werden könnte, diese aufgelaufenen Schulden zurückzuzahlen.

### Präsidentschaft der 23. UN-Klimakonferenz

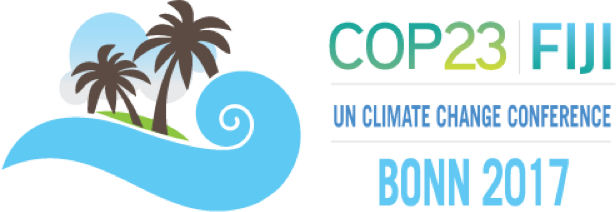
Logo der UN-Klimakonferenz 2017

Die Republik Fidschi wurde Mitte November 2016 auf der 22. UN-Klimakonferenz in Marrakesch für den Vorsitz der 23. UN-Klimakonferenz in Bonn 2017 ausgewählt. Da sich auf ihrem Territorium die erwartete Zahl von 15.000 bis 20.000 Teilnehmern nicht zusammen an einem Ort versammeln könnte, wurde als Austragungsort der Sitz des UN-Klimasekretariats in Bonn festgelegt.

## Politik
Die Republik Fidschi ist eine parlamentarische Republik. Staatsoberhaupt und zugleich Oberbefehlshaber der Streitkräfte ist der Präsident der Republik, derzeit Naiqama Lalabalavu.
Der Regierungschef ist der Premierminister, der die Richtlinien der Politik vorgibt. Der Premierminister wird vom Einkammerparlament gewählt. Aus den Parlamentswahlen im September 2014 ging die Partei FijiFirst von Frank Bainimarama mit einer absoluten Mehrheit als Wahlsieger hervor. Dieser wurde schließlich vom Parlament zum Regierungschef gewählt und löste somit die unter ihm geführte Militärregierung ab. Bei der Wahl 2018 konnte Bainimaramas Partei ihre absolute Mehrheit verteidigen. Am 24. September 2022 folgte ihm Sitiveni Rabuka von der People’s Alliance (PA) nach.
Das Parlament hat 51 Sitze. Es wurde im Jahr 2014 nach der Militärregierung auf Basis der neuen Verfassung wieder eingesetzt, jedoch von einem Zweikammerparlament in ein Einkammerparlament umgewandelt. 2015 waren drei Parteien im Parlament vertreten:
- FijiFirst
- Social Democratic Liberal Party (SDLP, auch SODELPA)
- National Federation Party

Seither hat sich die People’s Alliance von der SODELPA abgespalten. Sie stellt nach der Parlamentswahl 2022 mit Sitiveni Rabuka den Premierminister.
Das aktive und passive Frauenwahlrecht wurde am 17. April 1963, noch unter britischer Verwaltung, eingeführt. Nach der Unabhängigkeit 1970 wurde das Frauenwahlrecht bestätigt.

### Rechtssystem
Die häufigsten Vergehen in Fidschi sind Diebstahl und alkoholbedingte Gewalt. Nach dem Staatsstreich 2000 übten viele Fidschianer Selbstjustiz aus, vor allem gegen Indo-Fidschianer. Zurzeit sind circa 960 Häftlinge in Gefängnissen. Es gibt keine Todesstrafe.
Bis zum Jahre 2006 waren homosexuelle Handlungen verboten, jedoch war eine Diskriminierung aufgrund der Verfassung nicht erlaubt. Eine derartig widersprüchliche Regel gab es weltweit nur auf Fidschi. Nachdem ein Verurteilter Revision eingelegt hatte und dieser stattgegeben wurde, überarbeitete der Senat das Gesetz. Seitdem sind homosexuelle Handlungen nicht mehr strafbar.

### Politische Indizes
| Name des Index                     | Indexwert    | Weltweiter Rang | Interpretationshilfe | Jahr |
| ---------------------------------- | ------------ | --------------- | --- | ---- |
| Fragile States Index               | 70,2 von 120 | 82 von 179      | Stabilität des Landes: erhöhte Warnung 0 = sehr nachhaltig / 120 = sehr alarmierend Rang: 1 = fragilstes Land / 179 = stabilstes Land | 2023 |
| Demokratieindex                    | 5,55 von 10  | 80 von 167      | Hybridregime 0 = autoritäres Regime / 10 = vollständige Demokratie                                                                    | 2023 |
| Freedom in the World Index         | 66 von 100   | —               | Freiheitsstatus: teilweise frei 0 = unfrei / 100 = frei                                                                               | 2024 |
| Rangliste der Pressefreiheit       | 71,2 von 100 | 44 von 180      | Zufriedenstellende Lage für die Pressefreiheit 100 = gute Lage / 0 = sehr ernste Lage                                                 | 2024 |
| Korruptionswahrnehmungsindex (CPI) | 52 von 100   | 53 von 180      | 0 = sehr korrupt / 100 = sehr sauber                                                                                                  | 2023 |

### Außenpolitik
Durch die Staatsstreiche von 1987, 2000 und 2006 sowie die Diskriminierung der Indo-Fidschianer durch die Melanesier hat das Ansehen Fidschis international sehr gelitten. Hauptansprech- und Handelspartner sind Australien und Neuseeland. Außerdem bemüht man sich um gute Beziehungen zu den anderen Pazifik-Staaten, besonders zu den direkten Nachbarn Samoa und Tonga. Der kleine Pazifikstaat Tuvalu steht mit Fidschi in Verhandlungen zum Zwecke eines Landerwerbes; diese Verhandlungen wurden allerdings nach dem Staatsstreich im Jahre 2000 auf unbestimmte Zeit verschoben.
Fidschi ist Mitglied u. a. der Vereinten Nationen, des Pacific Islands Forum, der Pazifischen Gemeinschaft, Commonwealth, sowie der Alliance of Small Island States.

### Militär
Die Streitkräfte Fidschis (Republic of Fiji Military Forces) bestehen aus den Komponenten Heer und Marine und umfassen 3500 Soldaten, davon ca. 300 Marinesoldaten, bei einer Einwohnerzahl von 853.445 (Stand: Ende 2006 geschätzt). Die meisten Soldaten sind Fidschianer. Etwa 20 Prozent stehen in UN-Diensten. Fidschi gibt circa 32 Millionen US-Dollar für das Militär im Jahr aus, es ist mit einem Hubschrauber und gepanzerten Fahrzeugen ausgestattet. Die Armee führte innerhalb von 20 Jahren bereits vier Putsche gegen die Regierung durch.

### Verwaltungsgliederung
Fidschi gliedert sich in vier Divisionen (divisions) und das Schutzgebiet (dependency) Rotuma mit der Hauptstadt Ahau.
Die Divisionen unterteilen sich in 14 Provinzen (yasana).
Die vier Divisionen sind:
| Lage | Division          | Hauptstadt | Provinzen | Einwohner 2017 |
| ---- | ----------------- | ---------- | --------- | -------------- |
|      | Central (Mitte)   | Suva       | 5         | 378.148        |
|      | Eastern (Osten)   | Levuka     | 4         | 37.750         |
|      | Northern (Norden) | Labasa     | 3         | 131.918        |
|      | Western (Westen)  | Lautoka    | 3         | 337.071        |

## Wirtschaft
Nach dem Putsch im Jahre 2000 sank die Wirtschaftsleistung um 12,5 %. Viele indo-fidschianische Fachleute wandern wegen der gesellschaftlichen Probleme im Land aus. Die Arbeitslosigkeit liegt gegenwärtig bei etwa fünf Prozent. 82 % des Energiebedarfs von Fidschi werden zurzeit aus Wasserkraft gewonnen. Die Wertpapierbörse des Landes hat ihren Sitz in der Hauptstadt und heißt South Pacific Stock Exchange.

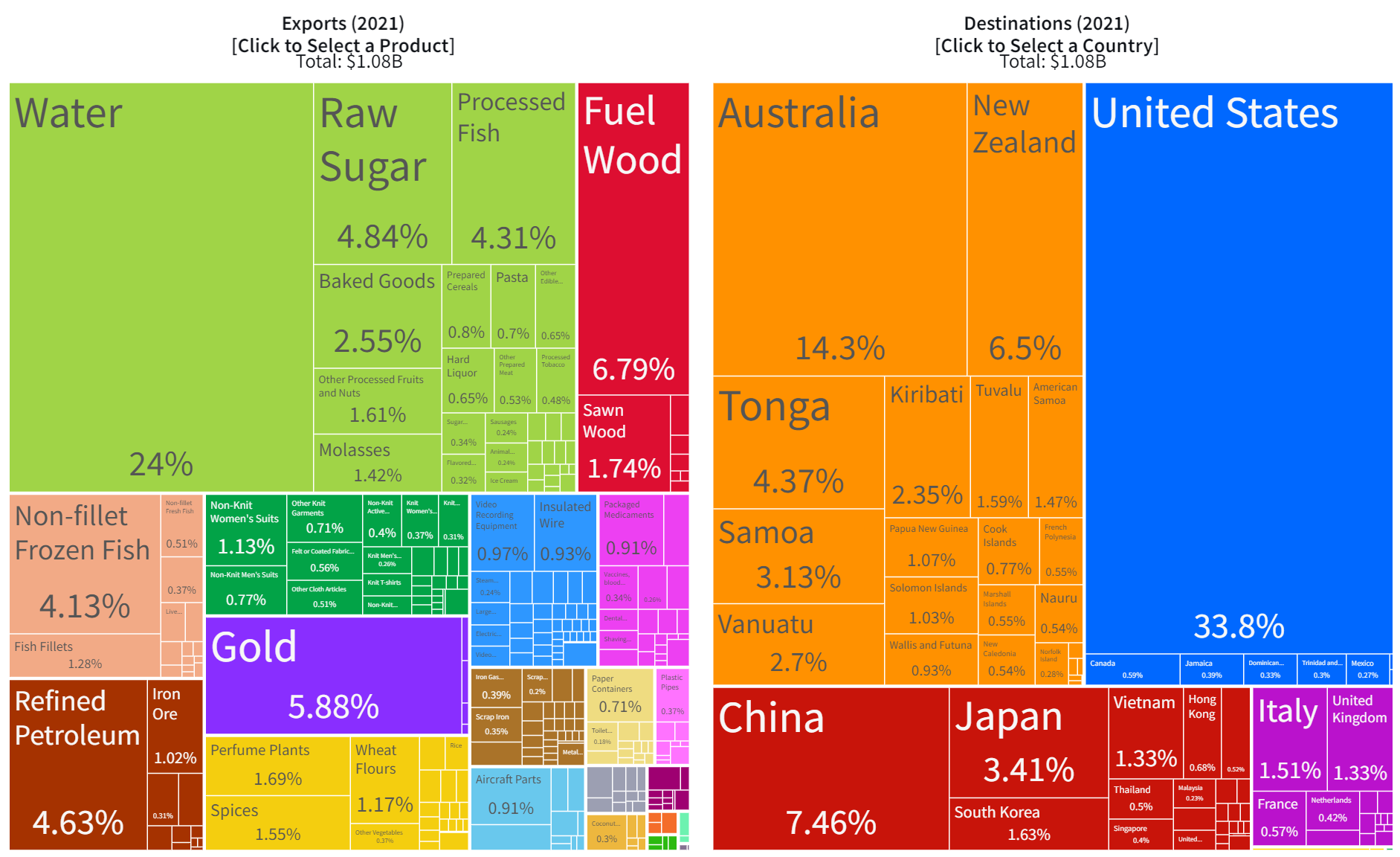
Exporte Fidschis nach Produktkategorie bzw. Zielland

### Landwirtschaft
Zu den bedeutendsten Anbauprodukten gehören unter anderem Zuckerrohr, Ingwer, Kokosnüsse, Reis, Kakao, Kaffee, Taro, Ananas und Tabak. Die Grundlage der Industrie des Landes ist die Weiterverarbeitung von Erzeugnissen aus der Landwirtschaft, der Forstwirtschaft und der Fischerei.
Zuckerrohr ist seit der Kolonialzeit bedeutendster agrarischer Rohstoff Fidschis und in veredelter Form neben Fisch, Textilien, Holz und Kokosnussöl wichtiges Exportprodukt. Die politischen Unruhen mit dem Staatsstreich 1987 und die nachfolgende Wirtschaftskrise führten zu einer stärkeren Diversifizierung des Exports. Heute sind die Zuckerwirtschaft, die Textil- und Bekleidungsindustrie sowie der Tourismus die Haupteinnahmequellen des Landes. Mehr als 100.000 Beschäftigte sind in den drei Sektoren beschäftigt, die Exporterlöse von 1,1 Milliarden Fidschi-Dollar erbrachten (2004).

### Bodenschätze
Fidschi verfügt über große Goldvorkommen. Im Jahre 2000 belief sich die Jahresproduktion auf 3675 Kilogramm.

### Wasser
Neben landwirtschaftlichen Produkten und Bodenschätzen exportiert Fidschi auch Wasser. Das in einem artesischen Brunnen auf Viti Levu gewonnene Quellwasser wird als Fiji Water fast vollständig für den Export abgefüllt.

### Tourismus

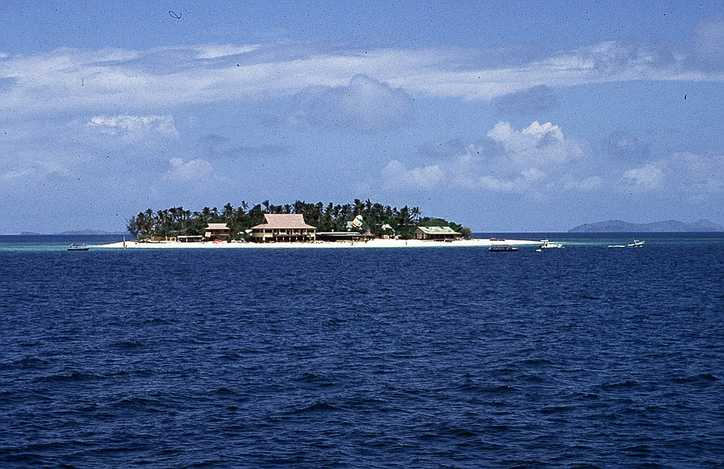
Beachcomber Island

Die wirtschaftliche Bedeutung des Fremdenverkehrs wächst zunehmend. Fidschi liegt im Bereich des Südpazifik bei den Touristenankünften mit Abstand an der Spitze. Das an zweiter Stelle stehende Französisch-Polynesien hatte 2003 nur etwa halb so viele Touristen (212.767) und Samoa weniger als ein Viertel (92.313). Die Zahl der Touristen steigt und fällt mit der politischen Lage im Land. So sank die Zahl der Touristen nach dem Putsch im Jahr 2000 auf 294.070 von 409.955 im Jahr zuvor. Im Jahr 2003 hatten sich die Ankunftszahlen wieder auf 430.800 erholt. Die meisten Touristen kamen aus Australien (32,9 %), Neuseeland (17,4 %), dem Vereinigten Königreich (11,6 %) und aus Japan (5,4 %).
Die attraktivsten Ziele für Touristen sind kleine Resortinseln auf den Mamanucas, den Yasawas oder Strände der Coral Coast auf der Hauptinsel Viti Levu. Auf Taveuni und Vanua Levu spielt außerdem der Tauchtourismus eine Rolle. Touristen erhalten bei Einreise und unter Vorlage eines Rückflugtickets sowie ausreichender finanzieller Mittel eine Einreisegenehmigung für vier Monate.

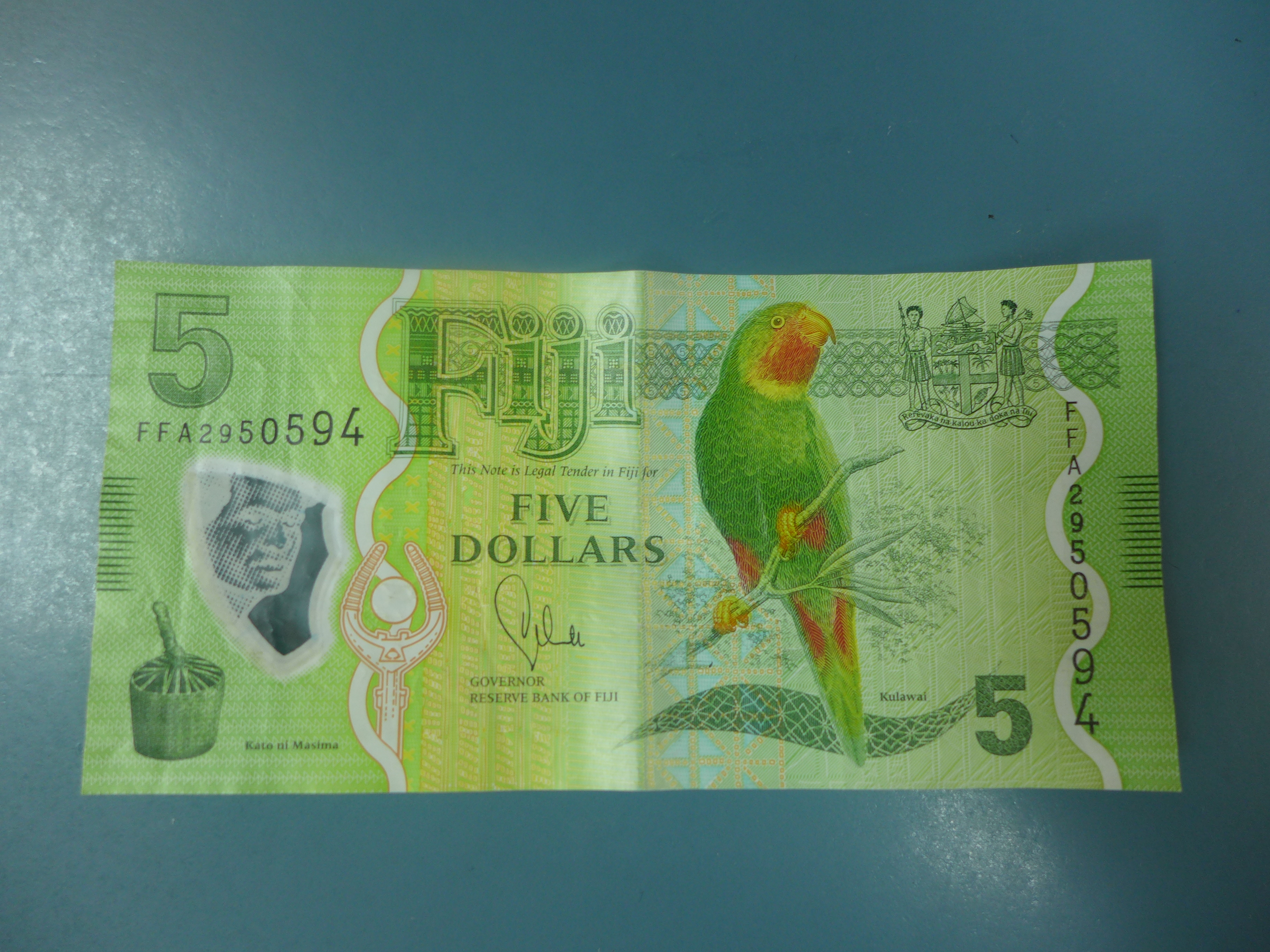
5-Dollar-Note (Vorderseite)

### Währung und Bruttoinlandsprodukt
Die Währung in Fidschi ist der Fidschi-Dollar.
Das Bruttoinlandsprodukt (BIP) betrug im Jahr 2020 4,5 Milliarden USD. Daraus ergibt sich ein BIP pro Einwohner von 4.995 US-Dollar, womit Fidschi zu den Ländern mit mittlerem Einkommensniveau gehört. Der Dienstleistungssektor hat daran einen Anteil von 70,7 %, die Industrie von 18,1 % und die Landwirtschaft von 11,3 %.

### Staatshaushalt
Der Staatshaushalt umfasste 2017 Ausgaben von umgerechnet 1,687 Mrd. US-Dollar, dem standen Einnahmen von umgerechnet 1,446 Mrd. US-Dollar gegenüber. Daraus ergibt sich ein Haushaltsdefizit in Höhe von 4,8 % des BIP.
Die Staatsverschuldung betrug 2016 47,0 % des BIP.
2020 betrug der Anteil der Staatsausgaben (in % des BIP) folgender Bereiche:
- Gesundheit: 3,8 %
- Bildung: 5,7 %
- Militär: 1,1 % (2023)

## Infrastruktur
Mit den Flughäfen Nadi und Nausori (nahe Suva) besitzt Fidschi zwei internationale Flughäfen. Fidschi hat eine eigene Fluggesellschaft, die Fiji Airways, mit der sie vor allem die umliegenden Inseln anfliegen. Der Staat Fidschi (51 %) und Qantas (46,05 %) kontrollieren den Großteil der Anteile. Neben Fiji Airways gibt es die Inlandsfluggesellschaft Sun Air.
Die Länge des Straßennetzes in Fidschi beträgt 3440 Kilometer, das Eisenbahnnetz ist 595 Kilometer lang, beschränkt sich aber auf Bahnen zum Transport von Zuckerrohr zur Raffinerie in Lautoka. Personenzüge gibt es fast nicht; der öffentliche Nahverkehr wird mit dem Omnibus abgewickelt.
Die Coral Coast Railway bietet auf dem Netz der staatlichen Fidschi-Zucker-Bahn täglich ein Zugpaar von Yanuca zum Strand von Natadola und von Yanuca nach Sigatoka.
Fidschi ist einer der wichtigsten Verkehrsknotenpunkte im südlichen Teil des Pazifischen Ozeans. Regelmäßige Schiffsverbindungen bestehen mit den USA, Kanada, Australien, Neuseeland sowie einigen Pazifikinseln. Haupthafen ist die Hauptstadt Suva. Bedeutend ist auch der Hafen von Lautoka, einem Zentrum der Zuckerindustrie.

## Kultur

### Feste und Feiertage
Das größte Fest in Fidschi ist das Hibiskusfest, das im August eine Woche lang in der Hauptstadt Suva gefeiert wird. Die gesetzlichen Feiertage des Landes sind Neujahr (1. Januar), Ostern (Karfreitag bis Ostermontag), der National Youth Day (im März), Ratu Sir Lala Sukuna Day (im Mai oder Juni), der Geburtstag der britischen Königin (gefeiert an einem Montag um den 14. Juni), Constitution Day (im Juli), der Geburtstag des Propheten Mohammed (im Juli), der Unabhängigkeitstag (an einem Montag um den 10. Oktober), das hinduistische Lichterfest Divali (im Oktober oder November), Weihnachten (25. Dezember) und der Boxing Day (26. Dezember). Letzterer Feiertag geht auf die britische Tradition zurück.

### Sport

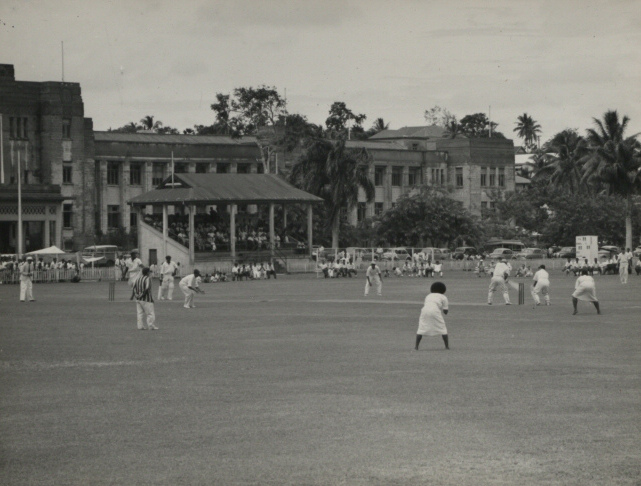
Cricketspiel zwischen Fidschi und den West Indies im Albert Park, Suva, 1950er Jahre

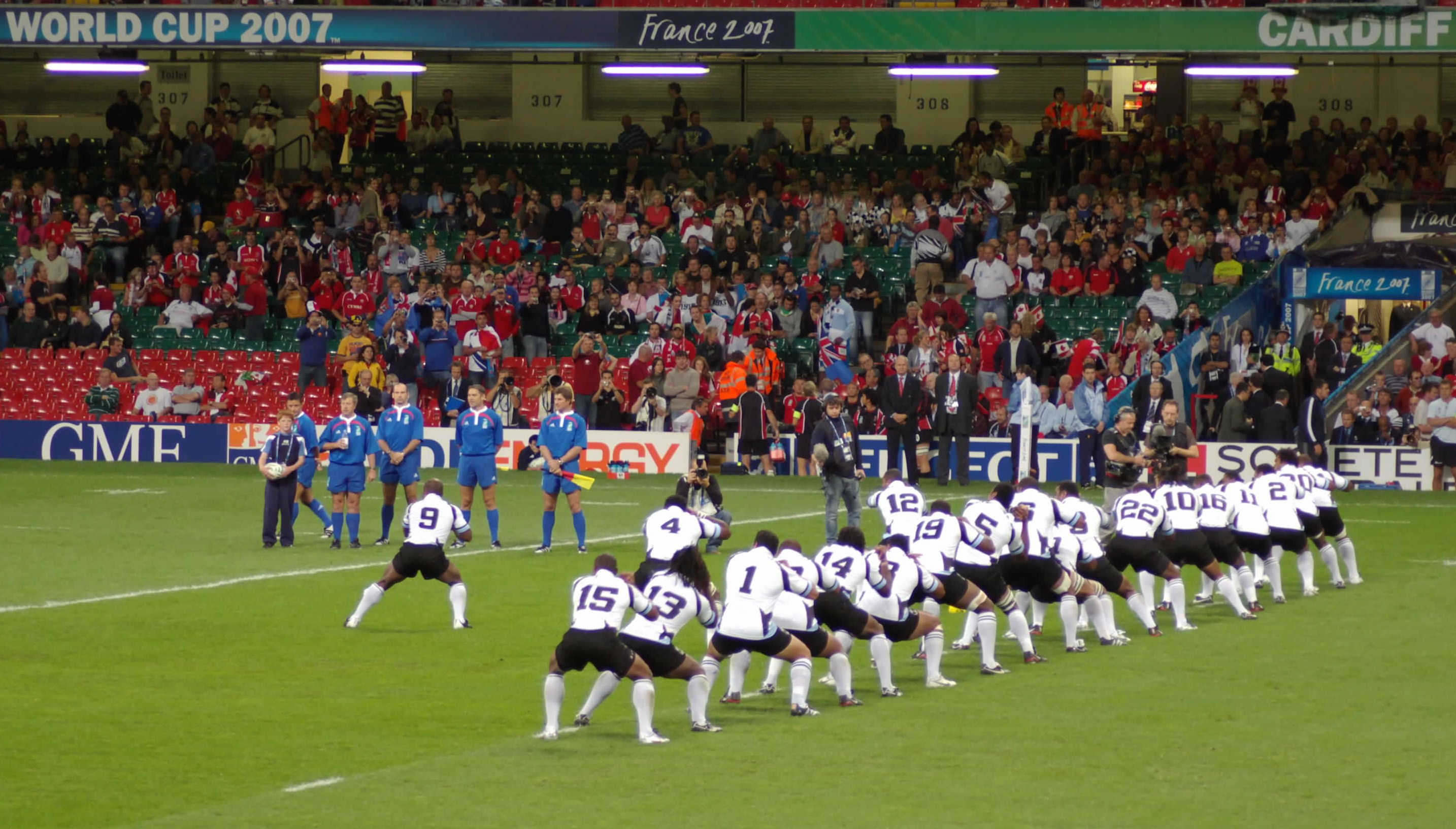
Fidschis Cibi vor dem WM-Spiel gegen Kanada 2007

Fidschi ist eines der wenigen Länder, in denen Rugby Union Nationalsport ist. Nur in den Cookinseln, Neuseeland, Samoa, Tonga und Wales ist dieser Sport ähnlich beliebt. Von den rund 900.000 Einwohnern sind etwa 80.000 lizenzierte Rugbyspieler, die in über 600 Vereinen tätig sind. Allerdings gehen dem Land zahlreiche Talente verloren, da sie meist in den Profiligen Australiens, Europas, Japans oder Neuseelands spielen und oft vom jeweiligen Zielland eingebürgert werden. Gemäß den Regeln von World Rugby genügt auch ein während fünf Jahren ununterbrochener Wohnsitz, um für die Nationalmannschaft eines anderen Landes spielberechtigt zu sein (bis Ende 2020 waren es sogar nur drei Jahre). Zu den bekanntesten Beispielen solcher Exil-Spieler aus Fidschi gehören Joe Rokocoko (zuletzt für Frankreich) und Sitiveni Sivivatu (für Neuseeland) sowie Tevita Kuridrani (für Frankreich) und Lote Tuqiri (für Australien).
Die Verbände der pazifischen Staaten sind zu schwach, um den Abgang von Talenten aufhalten zu können. Bisweilen wird das systematische Abwerben ironisch mit dem Blackbirding im 19. Jahrhundert verglichen. Fidschianer, die für ihr eigenes Land antreten, können zudem nicht immer frei eingesetzt werden, weil vor allem englische Vereine zögerlich bei der Gewährung von Freigaben für Länderspiele sind. Abhilfe schaffen soll die Profimannschaft Fijian Drua, die seit der Saison 2022 in der internationalen Meisterschaft Super Rugby vertreten ist.
Die Fidschianer gehören im Rugby Union konstant zu den fünfzehn besten Mannschaften der Welt. Sie nehmen regelmäßig an Rugby-Weltmeisterschaften sowie am Pacific Nations Cup teil. Deutlich erfolgreicher sind sie jedoch im Siebener-Rugby, dessen Regeln auf jenen Rugby Union basieren. So gewann die Siebener-Nationalmannschaft drei der bisher acht Austragungen der Siebener-Rugby-Weltmeisterschaft, viermal die renommierte IRB Sevens World Series und alle drei Rugby-Turniere bei den World Games. Der größte sportliche Erfolg des Landes ist der Gewinn der Goldmedaille im Siebener-Rugby der Herren bei den Olympischen Spielen 2016 in Rio de Janeiro. Fidschi ist damit der erste pazifische Inselstaat Ozeaniens, der eine Goldmedaille bei Olympischen Sommerspielen gewinnen konnte. Wegen dieses Erfolges wurde auf Fidschi eine 7-Dollar-Note eingeführt. Bei den Olympischen Spielen 2021 in Tokio konnte das Team diesen Erfolg mit dem erneuten Gewinn der Goldmedaille wiederholen. Bei beiden olympischen Erfolgen gehörten Spieler zur Mannschaft, die vorher oder nachher auch für die Rugby-Union-Nationalmannschaft im Einsatz standen. Allerdings ist es gemäß den Regularien von World Rugby nicht möglich, zum selben Zeitpunkt beiden Nationalteams gleichzeitig anzugehören; dadurch soll insbesondere eine Überbelastung verhindert werden.
Fidschi verfügt mit dem HFC Bank Stadium über eine hochmoderne Rugbyarena, diese steht allerdings die meiste Zeit leer. Es gibt kaum Gegner, welche sich bereit erklären, die weite Reise nach Fidschi auf sich zu nehmen. Australien und Neuseeland tragen nur selten Spiele gegen die Inselstaaten aus. Um dennoch Test Matches austragen zu können, wurde vor einiger Zeit das Turnier Pacific Nations Cup (bis 2006 Pacific Tri-Nations) gegründet, in dem u. a. die Nationalteams von Fidschi, Samoa und Tonga gegeneinander antreten.
Auch Fußball erfreut sich in Fidschi zunehmender Beliebtheit. Hier nimmt das Land an der Ozeanienmeisterschaft teil (entspricht einer Europameisterschaft und der Qualifikation für die Weltmeisterschaft in einem).
Wie in anderen pazifischen Inselstaaten wird in Fidschi eine traditionelle einheimische Variante des Crickets gespielt. Die Nationalmannschaft spielte bisher jedoch nur gegen „kleinere“ Nationalmannschaften und qualifizierte sich noch nicht für ein internationales Cricketturnier. Dagegen gelang die Qualifikation für die U19-Cricket-Weltmeisterschaft 2016.
In Fidschi findet auch als Fiji Pro eine der Veranstaltungen der Weltmeisterschaften im Wellenreiten der ehemaligen ASP World Tour statt, 2015 umbenannt in WSL World Tour.
Special Olympics Fidschi wurde 2012 gegründet und nahm mehrmals an Special-Olympics-Weltspielen teil.

### Medien
In Fidschi erscheinen zwei Tageszeitungen, die Fiji Times (seit 1869) und die Fiji Sun (seit 1996). Außerdem gibt es noch die Nai Lalakai (seit 1962) und die Shanti Dut (शान्ति दूत, seit 1935); sie erscheinen wöchentlich als Ableger der Fiji Times. Die tägliche Zeitungsauflage beträgt 51 auf 1000 Einwohner.
Hauptanbieter von Radiodiensten sind Fiji Broadcasting Corporation Limited (FBC, seit 1954, 6 Programme), Communications Fiji Limited (CFL, seit 1985, 5 Programme) und Evangelical Bible Mission Trust Board (EBM, seit 1996, 3 Programme).
Erst 1991 wurde das Fernsehen eingeführt. Hauptanbieter von Fernsehen sind Fiji Television Limited (seit 1994), Mai TV (seit 2008) und FBC (seit 2011). Die Umstellung auf Digitalfernsehen erfolgte 2016.
Fidschi besitzt 102.000 Telefonanschlüsse, 109.000 Mobiltelefone, 541.500 Radios, 91.000 Fernseher und 55.000 Internetanschlüsse. Im Jahr 2022 nutzten 85,2 Prozent der Einwohner Fidschis das Internet.

### Malerei und Grafik
In Fidschi sind mehrere über die Insel hinaus bekannte bildende Künstler und Grafiker beheimatet, unter anderem William Bakalevu, der als sozialkritischer Mauermaler begann, Mason Lee, der vor allem Bilder aus Fidschis Mythen- und Legendenwelt malt, und der Designer Josaia McNamara.